# Silvestre 459
Silvestre 459 es una variedad cultivar de ciruelo (Prunus domestica), de las denominadas ciruelas europeas,
una variedad de ciruela oriunda de Torrelavega, Cantabria. Las frutas tienen un tamaño pequeño a medio, color de piel rojo amoratado oscuro, cubierta con pruina suave, y pulpa de color verdoso, transparente, con textura firme, jugosa, y sabor agridulce, refrescante, muy agradable.

## Historia
'Silvestre 459' variedad de ciruela local cuyos orígenes se sitúan en Torrelavega, en la comarca del Besaya, Cantabria.
'Silvestre 459' está cultivada en el banco de germoplasma de cultivos vivos de la Estación experimental Aula Dei de Zaragoza. Está considerada incluida en las variedades locales autóctonas muy antiguas, cuyo cultivo se centraba en comarcas muy definidas, que se caracterizan por su buena adaptación a sus ecosistemas, y podrían tener interés genético en virtud de su características organolepticas y resistencia a enfermedades, con vista a mejorar a otras variedades.

## Características
'Silvestre 459' árbol de porte extenso, vigoroso, erguido, muy fértil y resistente. Las flores deben aclararse mucho para que los frutos alcancen un calibre más grueso. Tiene un tiempo de floración que comienza a partir del 16 de abril con el 10% de floración, para el 20 de abril tiene una floración completa (80%), y para el 29 de abril tiene un 90% de caída de pétalos.
'Silvestre 459' tiene una talla de tamaño pequeño a mediano, de forma semi-esférica, deprimida en las caras laterales, con grosor bastante mayor que anchura, vista de frente elíptica, simétrica, y de perfil redondeada, muy asimétrica, con protuberancia en la zona ventral situada bastante alta, presentando sutura casi imperceptible a no ser por estar un poco en relieve, como una ligera cicatriz, de color exacto al del fruto, y superficial en toda su extensión;epidermis tiene una piel fina de color rojo amoratado oscuro, cubierta con pruina suave, azulada, presentando punteado abundante, poco perceptible, muy menudo y más abundante alrededor del punto pistilar; Pedúnculo corto, grueso, amarillento, muy pubescente, ubicado en una cavidad pedúncular de anchura media, superficial, oblicua, siendo la parte ventral la más alta;pulpa de color verdoso, transparente, con textura firme, jugosa, y sabor agridulce, refrescante, muy agradable.
Hueso muy adherente, pequeño, semi-globoso, asimétrico, con la zona ventral muy prominente, y los surcos dorsal y laterales bastante acusados, con las caras laterales de superficie arenosa, semi-lisa, con frecuencia con una arista longitudinal en la parte central.
Su tiempo de recogida de cosecha se inicia en su maduración en la tercera decena de julio.

## Usos
La ciruela 'Silvestre 459' se comen crudas de fruta fresca en mesa, y debido a su sabor dulce, se transforma en mermeladas, almíbar de frutas o compotas para su mejor aprovechamiento.

## Cultivo
Autofértil, es una muy buena variedad polinizadora de todos los demás ciruelos.